# قاآن آيخان
قاآن آيخان (بالتركية: Kaan Ayhan)‏ وهو لاعب كرة قدم تركي ألماني في مركز الدفاع ولد في يوم 10 نوفمبر 1994 في مدينة غيلسنكيرشن في ألمانيا وهو يلعب في مركز قلب الدفاع وهو يلعب مع نادي شالكه 04 في الدوري الألماني كما أنه لعب مع منتخب تركيا تحت 21 عام.

## مسيرته الكروية
لعب قاآن آيخان خلال مسيرته الاحترافية مع 4 أندية في تسعة مواسم وسجل خلالها 9 أهداف ضمن 145 مباراة. ولم يفز بأي موسم بالكأس أو بالدوري.
خاض قاآن آيخان مسيرته مع نادي شالكه 04 ب في موسم 2012–13 لمدة موسم واحد، لم يشارك في أي مباراة ولم يسجل أي هدف. ثم انتقل إلى نادي شالكه 04 في موسم 2013–14 واستمر معه طيلة ثلاثة مواسم، حيث شارك في 30 مباراة سجل خلالها هدفًا واحدًا. لينتقل بعدها إلى نادي آينتراخت فرانكفورت في موسم 2015–16 لمدة موسم واحد، مشاركًا في مباراتين ولم يسجل أي هدف. ثم انتقل إلى نادي فورتونا دوسلدورف في موسم 2016–17 ليلعب معه أربعة مواسم، مشاركًا في 113 مباراة سجل خلالها 8 أهداف.

## روابط خارجية
- قاآن آيخان على موقع الاتحاد الدولي (مؤرشف)  (الإنجليزية)
- قاآن آيخان على موقع الاتحاد الأوربي (الإنجليزية)
- قاآن آيخان على موقع اتحاد تركيا (لاعب) (الإنجليزية)
- قاآن آيخان على موقع إي إس بي إن إف سي (الإنجليزية)
- قاآن آيخان على موقع قاعدة بيانات كرة القدم.إي يو (الإنجليزية)
- قاآن آيخان على موقع بيانات كرة القدم. دي إي (الألمانية)
- قاآن آيخان على موقع ناشيونال فوتبول تيمز (الإنجليزية)
- قاآن آيخان على موقع Soccerway.com (الإنجليزية)
- قاآن آيخان على موقع عالم كرة القدم.نت (الإنجليزية)
- قاآن آيخان على موقع كووورة